# 프리츠 스하위테마
프리츠 스하위테마(Frits Schuitema, 1944년 10월 1일 ~ )는 네덜란드의 기업인이자 PSV 에인트호번의 구단주이다. 필립스의 전 회장으로, 1990년부터 PSV 에인트호번에 참여해 인수하였다.

## 같이 보기
- PSV 에인트호번